# Karl Nordlund
Karl Nordlund, född 16 februari 1871 i Gävle, död 27 maj 1935, var en svensk pedagog. Han var son till Karl Peter Nordlund, bror till Erland Nordlund och far till Elsa-Brita Nordlund.
Nordlund blev filosofie doktor i Uppsala 1900 på avhandlingen Den svenska reformationstidens statsrättsliga idéer och lektor i historia, geografi och svenska i Uppsala 1904. År 1907 blev han rektor i Hudiksvall, 1913 rektor vid Östermalms högre läroverk i Stockholm samt 1918 1:e skolinspektör i Stockholm. Nordlund deltog i utredningsarbetet rörande gymnasiernas omorganisation, nykterhetsundervisningen, religionsfriheten med mera. Som ledare för Stockholms folkskoleväsen lade han ned ett omfattande och betydelsefullt arbete. Han intresserade sig mycket åt samtidens pedagogiska rörelser och lämnade i tal och skrift självständiga och värdefulla bidrag till den teoretiska och praktiska pedagogiken. Tillsammans med Anna Sörensen och S. Wikberg utgav Nordlund Arbetssättet i folkskolan (1921-). Bland hans övriga arbeten märks Bottenskoleproblemet (1920), Översikt av de svenska gymnasiernas historia intill 1920 (1920), Linjedelningen vid de svenska gymnasierna (1921) samt Läraren och lärarens gärning (1922).